# Nemacheilus keralensis
Nemacheilus keralensis är en fiskart som först beskrevs av Rita, Banarescu och Nalbant, 1978.  Nemacheilus keralensis ingår i släktet Nemacheilus och familjen grönlingsfiskar. IUCN kategoriserar arten globalt som sårbar. Inga underarter finns listade i Catalogue of Life.